# Ulrike Anna Bleier
Ulrike Anna Bleier, Pseudonym Greta von der Donau bzw. Greta Donau (* 9. Februar 1968 in Regensburg) ist eine deutsche Schriftstellerin und Journalistin.

## Leben
Bleier verbrachte ihre Kindheit und Jugend in der Oberpfalz und Niederbayern in der Nähe von Regensburg. Im Herbst 1989 zog sie nach Köln, wo sie Angewandte Sozialwissenschaften, Linguistik, Phonetik und Komparatistik studierte.
Seit 2000 veröffentlicht sie regelmäßig in österreichischen und deutschen Literaturzeitschriften, zunächst unter dem Pseudonym Greta von der Donau bzw. Greta Donau, später auch als Ulrike Anna Bleier.
2013 war sie Finalistin beim MDR-Literaturpreis in Leipzig.
Ihr Debütroman Schwimmerbecken (2016) stand 2017 auf der Hotlist der 10 besten Bücher aus unabhängigen deutschsprachigen Verlagen. Im September 2018 erschien ihr zweiter Roman Bushaltestelle. 2019 erhielt sie das Dieter-Wellershoff-Stipendium der Stadt Köln für ihren dritten Roman Spukhafte Fernwirkung.
Für Spukhafte Fernwirkung entwickelte sie 2023 Die 4. Perspektive, eine Roman-App, durch die der Roman weitergeschrieben werden kann. Die App richtet sich explizit auch an Teilnehmer, die wenig oder keine literarischen Schreiberfahrungen haben. 2023 sendete Bayern 2 radiotexte eine halbstündige Lesung aus dem Roman.

## Werke

### Romane und Erzählungen
- Spukhafte Fernwirkung (Roman), Lichtung Verlag, Viechtach 2022, ISBN 978-3-941306-52-3
- Schwimmerbecken (Roman), Lichtung Verlag, Viechtach 2016, ISBN 978-3-941306-30-1
- Bushaltestelle (Roman), Lichtung Verlag, Viechtach 2018, ISBN 978-3-941306-76-9
- Miriam – Prosa und Poetologie (Erzählung), Verlag: rhein wörtlich, Edition 12 Farben, Köln 2014, ISBN 978-3-943182-08-8
- Fränkie und das Wesen der Dinge (Erzählung), Literatur-Quickie, Hamburg 2014, ISBN 978-3-942212-91-5

## Auszeichnungen und Stipendien (Auswahl)
- 2007: Preisträgerin beim Exil Literaturpreis Wien unter dem Pseudonym Greta Donau
- 2009: Kunstpreis des Kreises Viersen (Literatur)
- 2012: Projektstipendium der Autorinnenvereinigung
- 2013: Finalistin beim MDR-Literaturwettbewerb Leipzig
- 2014: Arbeitsstipendium des Landes NRW
- 2015: Arbeitsstipendium der Stadtsparkasse KölnBonn
- 2018: Stipendiatin des Künstlerhauses Schloss Wiepersdorf
- 2019: Dieter-Wellershoff-Stipendium der Stadt Köln
- 2020: Arbeitsstipendium der Kunststiftung NRW[6]
- 2021: Aufenthaltsstipendium im Rahmen des Austauschprogramms Bayern-Québec[7]